# Mombore

Mombore est un village du Cameroun situé dans le département de Mayo Rey et la Région du Nord. Le village fait partie de l'arrondissement de Rey-Bouba. Il est équipé d'un centre zootechnique pour le soin des animaux sauvages et d'élevage.